# Epinephelides armatus
Epinephelides armatus är en fiskart som först beskrevs av Castelnau, 1875.  Epinephelides armatus ingår i släktet Epinephelides och familjen havsabborrfiskar. IUCN kategoriserar arten globalt som nära hotad. Inga underarter finns listade i Catalogue of Life.